# Существование и гладкость решений уравнений Навье — Стокса
Существование и гладкость решений уравнений Навье — Стокса — одна из семи математических задач тысячелетия, сформулированных в 2000 году Математическим институтом Клэя.  
Уравнения Навье — Стокса описывают движение вязкой ньютоновской жидкости и являются основой гидродинамики. Численные решения уравнений Навье — Стокса используются во многих практических приложениях и научных работах. Однако в аналитическом виде решения этих уравнений найдены лишь в некоторых частных случаях, поэтому нет полного понимания свойств уравнений Навье — Стокса. В частности, решения уравнений Навье — Стокса часто включают в себя турбулентность, которая остаётся одной из важнейших нерешённых проблем в физике, несмотря на её огромную важность для науки и техники.

## Уравнения Навье — Стокса
Для трёхмерного вектора скорости жидкости {\displaystyle {\vec {v}}({\vec {x}},\;t)} и давления {\displaystyle p({\vec {x}},\;t)} уравнения Навье — Стокса записываются так:
{\displaystyle {\frac {\partial {\vec {v}}}{\partial t}}+({\vec {v}}\cdot \nabla ){\vec {v}}=-{\frac {1}{\rho }}\nabla p+\nu \Delta {\vec {v}}+{\vec {f}}({\vec {x}},\;t)},
где {\displaystyle \nu >0} — это кинематическая вязкость, {\displaystyle \rho } — плотность, {\displaystyle {\vec {f}}({\vec {x}},\;t)} — внешняя сила, {\displaystyle \nabla } — оператор набла и {\displaystyle \Delta } — оператор Лапласа (лапласиан), который также обозначается, как {\displaystyle \nabla \cdot \nabla } или {\displaystyle \nabla ^{2}}. Это векторное уравнение, которое в трёхмерном случае может быть представлено как три скалярных уравнения. Если обозначить компоненты векторов скорости и внешней силы как:
{\displaystyle {\vec {v}}({\vec {x}},\;t)=(v_{1}({\vec {x}},\;t),\;v_{2}({\vec {x}},\;t),\;v_{3}({\vec {x}},\;t)),}
{\displaystyle \qquad {\vec {f}}({\vec {x}},\;t)=(f_{1}({\vec {x}},\;t),\;f_{2}({\vec {x}},\;t),\;f_{3}({\vec {x}},\;t)),}
то для каждого значения {\displaystyle i=1,\;2,\;3} получается соответствующее скалярное уравнение:
{\displaystyle {\frac {\partial v_{i}}{\partial t}}+\sum _{j=1}^{3}v_{j}{\frac {\partial v_{i}}{\partial x_{j}}}=-{\frac {1}{\rho }}{\frac {\partial p}{\partial x_{i}}}+\nu \sum _{j=1}^{3}{\frac {\partial ^{2}v_{i}}{\partial x_{j}^{2}}}+f_{i}({\vec {x}},\;t).}
Неизвестными величинами являются скорость {\displaystyle {\vec {v}}({\vec {x}},\;t)} и давление {\displaystyle p({\vec {x}},\;t)}. Поскольку в трёхмерном случае получается три уравнения и четыре неизвестных (три компоненты скорости и давление), то необходимо ещё одно уравнение. Дополнительным уравнением является закон сохранения массы — уравнение неразрывности, которое в случае несжимаемой среды преобразуется в условие несжимаемости жидкости:
{\displaystyle \nabla \cdot {\vec {v}}=0.}
Начальные условия к уравнениям Навье — Стокса задаются в виде:
{\displaystyle {\vec {v}}({\vec {x}},0)={\vec {v^{0}}}({\vec {x}})},
где {\displaystyle {\vec {v^{0}}}({\vec {x}})} — заданная гладкая вектор-функция, удовлетворяющая уравнению неразрывности {\displaystyle \nabla \cdot {\vec {v^{0}}}=0}.

## Варианты постановки задачи
Институт Клэя сформулировал два основных варианта постановки задачи о существовании и гладкости решений уравнений Навье — Стокса. В первом варианте уравнения рассматриваются во всём трёхмерном пространстве {\displaystyle \mathbb {R} ^{3}} с некоторыми ограничениями на скорость роста решения на бесконечности. Во втором варианте уравнения рассматриваются на трёхмерном торе {\displaystyle \mathbb {T} ^{3}=\mathbb {R} ^{3}/\mathbb {Z} ^{3}} с периодическими граничными условиями. Для получения премии достаточно доказать или опровергнуть существование и гладкость решения в любом из двух вариантов.

### В трёхмерном пространстве
Пусть начальная скорость {\displaystyle {\vec {v^{0}}}(x)} — произвольная гладкая функция, удовлетворяющая уравнению неразрывности и такая, что для любого мультииндекса {\displaystyle \alpha } и любого {\displaystyle K>0} существует постоянная {\displaystyle C_{\alpha ,K}>0} (зависящая только от {\displaystyle \alpha } и {\displaystyle K}) такая, что
{\displaystyle \vert \partial ^{\alpha }{\vec {v_{0}}}(x)\vert \leq {\frac {C}{(1+\vert {\vec {x}}\vert )^{K}}}\qquad } для всех {\displaystyle \qquad x\in \mathbb {R} ^{3}.}
Пусть внешняя сила {\displaystyle {\vec {f}}({\vec {x}},t)} — также гладкая функция, удовлетворяющая аналогичному неравенству (здесь мультииндекс включает также производные по времени):
{\displaystyle \vert \partial ^{\alpha }{\vec {f}}({\vec {x}})\vert \leq {\frac {C}{(1+\vert {\vec {x}}\vert +t)^{K}}}\qquad } для всех {\displaystyle \qquad ({\vec {x}},t)\in \mathbb {R} ^{3}\times [0,\infty ).}
Решения должны быть гладкими функциями, которые не возрастают неограниченно при {\displaystyle \vert {\vec {x}}\vert \to \infty }. Требуется выполнение следующих условий:
1. {\displaystyle {\vec {v}}({\vec {x}},t)\in \left[C^{\infty }(\mathbb {R} ^{3}\times [0,\infty ))\right]^{3}\,,\qquad p({\vec {x}},t)\in C^{\infty }(\mathbb {R} ^{3}\times [0,\infty ))}
2. Существует постоянная {\displaystyle E\in (0,\infty )} такая, что {\displaystyle \int _{\mathbb {R} ^{3}}\vert {\vec {v}}({\vec {x}},t)\vert ^{2}dx<E} для всех {\displaystyle t\geq 0}.

Первое условие означает, что функции глобально определены и являются гладкими; второе — что кинетическая энергия глобально ограничена.
Требуется доказать одно из двух утверждений:
- существование и гладкость решений уравнений Навье — Стокса в {\displaystyle \mathbb {R} ^{3}}: для {\displaystyle {\vec {f}}({\vec {x}},t)\equiv 0} и любого начального условия {\displaystyle {\vec {v_{0}}}({\vec {x}})}, удовлетворяющего вышеописанным условиям, существует глобальное гладкое решение уравнений Навье — Стокса, то есть вектор скорости {\displaystyle {\vec {v}}({\vec {x}},t)} и поле давления {\displaystyle p({\vec {x}},t)}, удовлетворяющее условиям 1 и 2;
- несуществование или негладкость решений уравнений Навье — Стокса в {\displaystyle \mathbb {R} ^{3}}: существуют начальное условие {\displaystyle {\vec {v_{0}}}({\vec {x}})} и внешняя сила {\displaystyle {\vec {f}}({\vec {x}},t)} такие, что не существует решений {\displaystyle {\vec {v}}({\vec {x}},t)} и {\displaystyle p({\vec {x}},t)}, удовлетворяющих условиям 1 и 2.

## Попытки решения
10 января 2014 года казахстанский математик Мухтарбай Отелбаев опубликовал статью, в которой утверждал, что дал полное решение проблемы, проверка результата осложнена тем, что работа написана на русском языке. В сообществах математиков обсуждаются контрпримеры к основным утверждениям. В 2014 году была найдена серьёзная ошибка в доказательстве, которую признал автор.